# Mah e Mir
Mah e Mir (bra: Mah e Mir) é um filme biográfico paquistanês, lançado em fevereiro de 2016, dirigido por Anjum Shahzad, produzido por Khurram Rana, Sahir Rasheed, Badar Ikram e escrito por Sarmad Sehbai. O filme é baseado na vida do famoso poeta Mir Taqi Mir, personagem feita por Fahad Mustafa. No filme, há as estrelas como Iman Ali, Sanam Saeed, Alyy Khan e Manzar Sehbai. Mah-e-Meer é um estória que segue a batalha de um poeta contemporâneo e, paralelamente, com eventos na vida de Mir.

## Elenco
O elenco do filme inclui:
- Fahad Mustafa como Jamal/Meer
- Iman Ali como Mahtab
- Sanam Saeed como Naina Kanwal
- Manzar Sehbai como Dr Kareem
- Alyy Khan como Nawab Sahab

## Vendagem
O primeiro trailer foi lançado em 9 de maio de 2014.

## Lançamento
Inicialmente, o lançamento do filme estava agendado para o dia 6 de novembro de 2015; contudo, foi adiado e lançado em maio de 2016.